# Santa Cruz (Wyspy Świętego Tomasza i Książęca)
Santa Cruz – miasto na Wyspach Świętego Tomasza i Książęcej; na Wyspie Świętego Tomasza; w dystrykcie Caué 2 tys. mieszkańców (2006), przemysł spożywczy, ośrodek turystyczny.